# Serge Chermayeff
Serge Ivan Chermayeff (n. 8 octombrie 1900 – d. 8 mai 1996) a fost un arhitect și scriitor britanic și american născut în Cecenia, care a activat în Marea Britanie și Statele Unite, fiind co-fondator a mai multe societăți profesionale de arhitectură, incluzând [The] American Society of Planners and Architects.

## Cecenia

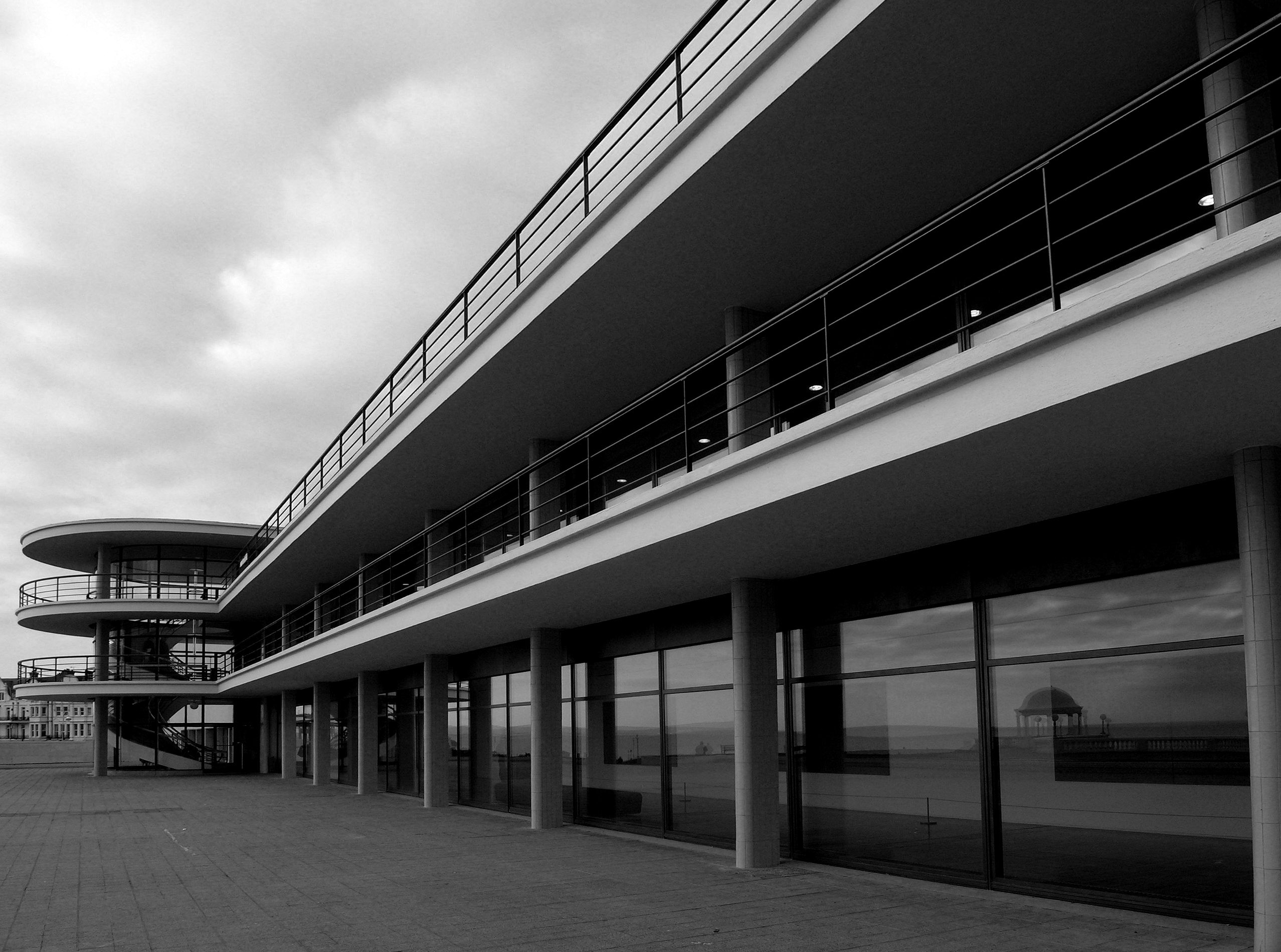
De La Warr Pavilion, Bexhill on Sea, Anglia, 1935, arhitecți Serge Chermayeff și Eric Mendelsohn.

Chermayeff s-a născut la Groznâi, Imperiul Rus (actualmente Republica Cecenia în Federația Rusă), familie bogată evreiască a uleiului Isaakovich Chermoev, dar,la o vârstă fragedă, s-a mutat împreună cu familia sa în Anglia, unde a primit întreaga sa educație.

## Anglia
A început viața profesională ca designer de interioare lucrând pentru o firmă particulară în Londra.  La începutul anilor 1930, fiind printre altele și membru al grupării MARS Group, s-a asociat pentru o scurtă perioadă de timp cu arhitectul Erich Mendelsohn, împreună cu care a creat mai multe structuri de valoare în stilul arhitectural cunoscut ca stilul internațional, parte a mișcării artistice a modernismului.  Cea mai notabilă dintre aceste structuri este De La Warr Pavilion, a cărui imagine este reprodusă alături.

## Statele Unite

### Cariera educațională
În 1940, Chermayeff a emigrat în Statele Unite ale Americii, unde a continuat cariera sa arhitecturală, la care se va adăuga o carieră educațională la mai multe universității și instituții de învățământ superior.  În 1946, la recomandarea lui Walter Gropius, după plecarea lui László Moholy-Nagy de la conducerea Institute of Design din Chicago în 1944, urmată de mai multe interimate, Serge Chermayeff este numit conducătorul acestei școli de design arhitectural și industrial.  Și-a dat demisia în 1951, atunci când institutul a fuzionat cu Illinois Institute of Technology.
Între 1952 și 1970 va continua să predea la mai multe universități printre care Harvard, Yale și Massachusetts Institute of Technology (sau MIT, cum este adesea numit) au fost cele mai semnificative.  S-a retras din prim-planul vieții publice în 1970.

### Scriitor de cărți de arhitectură și urbanism
A scris mai multe cărți de arhitectură și urbanism, printre care Community and Privacy, împreună cu Christopher Alexander, în 1964, și The Shape of Community, împreună cu Alexander Tzonis, în 1971.  A decedat în 1996 în Wellfleet, Massachusetts.  Întreaga operă nepublicată a lui Chermayeff, constând din desene de arhitectură, planuri de proiecte finalizate sau nefinalizate, fotografii, corespondență, cursuri universitare și multe alte materiale scrise de arhitect sunt arhivate la Departamentul de desene și arhive (Drawings and Archives Department) al bibliotecii specializată în arhitectură, Avery Architectural and Fine Arts Library a Universității Columbia.